# Вацек Олександр Олександрович
Олекса́ндр Олександрович Ва́цек (нар. 1955) — український хормейстер, диригент, вокальний викладач, член журі, консул, клініцист та аранжувальник. 
Заслужений діяч мистецтв України, заслужений діяч культури України. 
Засновник та керівник хорової капели «Орея» (1986), студентського хору «Гаудеамус» (1996, Чехія), лауреат премії імені Івана Огієнка, член Музичного Комітету Європа Кантат, член Всесвітніх організацій Інтеркультур та Міжнародної Федерації Хорової Музики.

## Творчість

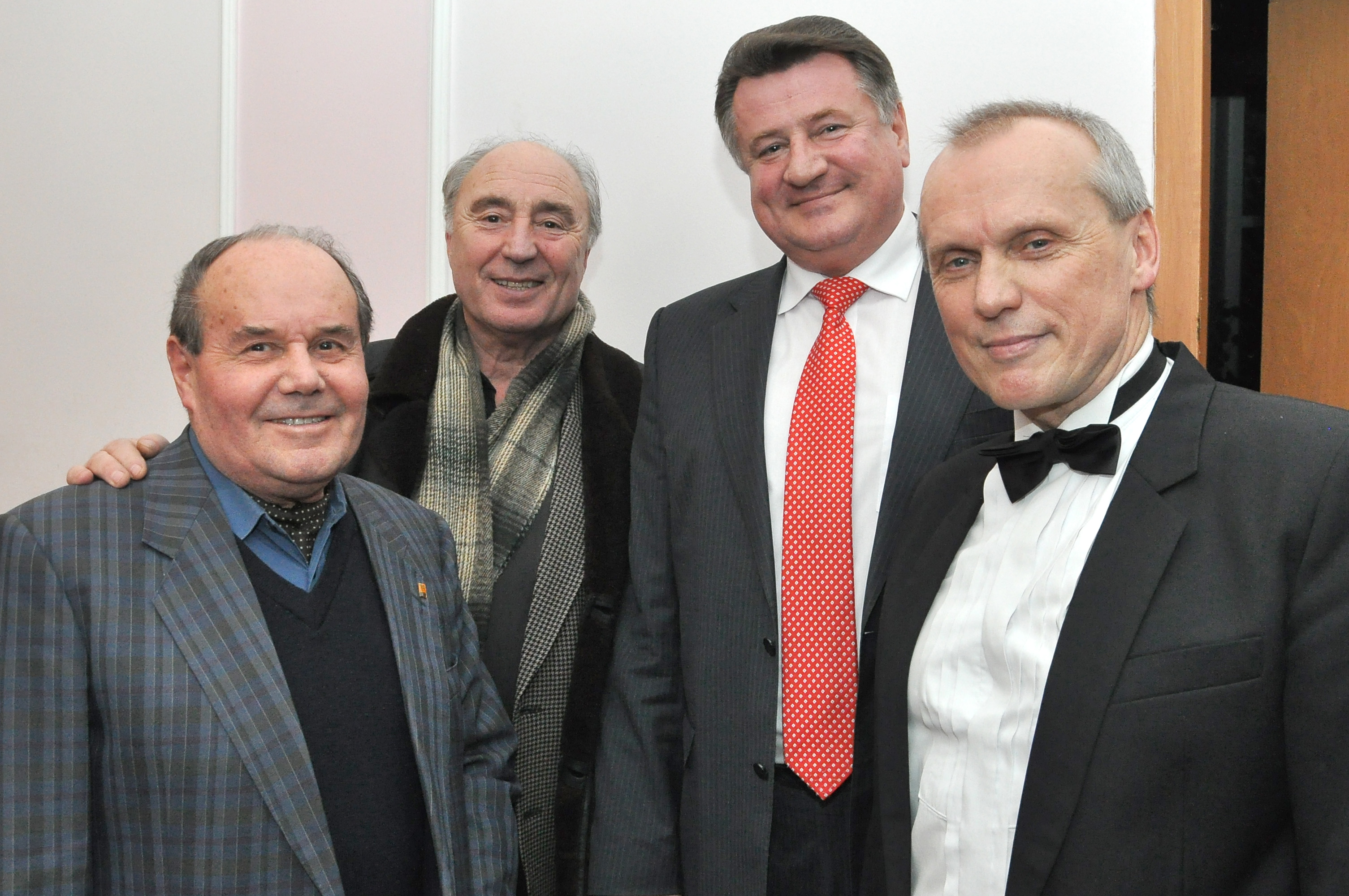
Українські музичні діячі Володимир Верней, В'ячеслав Хім'як, Ярослав Лемішка та Олександр Вацек під час концерту хорової капели «Орея» в Тернопільській обласній філармонії 11 лютого 2016 року.

Засновник: 1986 — Житомирська міська народна хорова капела «Орея», 1996 — хор м. Брно «GAUDEAMUS».
Виграно: Гран-прі — 8x- (з хором «Орея» 7x: в Meinhausen (1993), Tours (1995), Lindenholzhausen (1996), Montreux (1998) та Wernigerode (1999), Київ (2007), Maribor (2008); з хором «GAUDEAMUS» 1x: IFAS Pardubice (2002).
Перші медалі — 25x — (з хором «Орея» 21 медаль, з хором «GAUDEAMUS» — 4).
Член журі: 2-і Світові Хорові Олімпійські ігри (Bussan, Південна Корея), 3-ті Світові Хорові Олімпійські ігри (Бремен, Німеччина), 4-ті Світові Хорові Олімпійські ігри (Xiamin, Китай), Tolosa (Іспанія), Marktoberdorf (Німеччина), Wernigerode (Німеччина), Riva del Garda, (Італія), Artek (Україна)
Симфонічні проєкти: Франція, Німеччина, Румунія, Україна, Чехія. 
Майстеркласи: Канада, Італія, Німеччина, Латвія, Чехія, Україна.